# Ekron
Ekron (héber עֶקְרוֹן ʿeqrōn) egyike volt a filiszteusok Délnyugat-Kánaánban található öt városának. Ma Tel Miqne településével azonosítják (arabul: Kirbat al-Muqanna), amely az Izrael középső részén fekvő Mazkeret Batya településtől délre, Jeruzsálemtől 35 km-re nyugatra, az ókori Gát városától 18 km-re északra található.

## Elhelyezkedés (azonosítás)
A történelem során számos településről feltételezték, hogy Ekron területén fekszik, többek között Aqirról, Qataráról, Zikrinről és Cézárea Martimáról. Jeremiás azt írta, hogy Ekron keletre volt Ashdódtól és Yavnétől (összhangban a modern értelmezéssel), de megemlítette azt is, hogy némelyek Statron-toronnyal (i. e. 4. századi föníciaiak lakta település a későbbi Cézárea területén) azonosították. Ez lehetett az oka annak, hogy Rabbi Abbahu Cézáreával azonosította Ekront a Talmudban (Meg. 6a).
Edward Robinson (amerikai bibliatudós) először az arab Aqir faluval azonosította Ekront 1838-ban, ezt a nézetét azonban elvitatta Stewart Macalister (ír származású régész) 1913-ban, aki Khirbet Dikerinnel azonosította az ókori várost. Később ezt is megcáfolta William F. Albright (amerikai régész és bibliatudós) 1922-ben, aki Qatrával azonosította a várost.
Végül azután a 20. század második felében a kutatók arra az álláspontra jutottak, hogy Ekron a mai Tel-Miqne területén helyezkedett el, amit az 1996-os feltárások során áttörő eredményeket produkáló régészeti feltárások megerősítettek.

## Bibliai hivatkozások
Józsué 13:2-32 „Ez az a föld, ami fennmaradt: A Filiszteusoknak minden tartománya és az egész Gesur.3 A Sikhórtól fogva, amely Égyiptom felett [folyt], egészen Ekronnak határáig északra, [mely] a Kananeushoz számíttatik; a Filiszteusok öt fejedelemsége: a Gázáé, Asdódé, Askelóné, Gáthé, Ekroné és az Avveusoké.”
Józsué 13:13 Ez a rész említést tesz arról, hogy Ekron Filisztea határ menti városa volt, és a Józsué 15:11-ben felsorolja a Szentírás az Ekron környéki városokat. A várost egy ideig Dán törzse birtokolta (Józsué 19:43), de később ismét a filiszteusoké lett. Ez volt az utolsó város, ahova a filiszteusok elvitték a szövetségnek ládáját, mielőtt visszaadták az izraelitáknak (1Sámuel 5:10 és 1Sámuel 6:1-8).
Baálnak volt egy neves szentélye Ekronban. A 2Királyok 1:2-ből megtudjuk, hogy Akházia, mikor megbetegedett, követeket küldött Ekronba, akiknek azt parancsolta, hogy: „Menjetek el, kérdjetek tanácsot a Baálzebubtól, az Ekron istenétől, hogy meggyógyulok-é e betegségbõl?”
Ekron pusztulását Zofóniás 2:4 próféciája vetíti előre.

## Történelem
A kerámialeletek azt bizonyítják, hogy a város területén már a kalkolitikumtól, illetve a kora bronzkortól kezdve megjelentek az első letelepülők. A térséget kananeus népek lakták. Egy 400 éves időintervallum után, amelyről meggyőző régészeti leletek hiányában nem sokat tudni, egy nagyszabású expanzió során foglalták el a kánaániták a felsővárost az i. e. 1600-asévekben.
A kánaánita város az i. e. 13. századra területeket veszített, és tűzvész pusztította a bronzkor összeomlásának idejében. Ezeket a területeket a filiszteusok állították helyre a vaskor hajnalán az i. e. 12. században. Az Újasszír Birodalomból is maradtak feljegyzések Ekronról. Az újasszír forrásokban először a II. Sarrukín [Sargon] khorsabadi palotájában megtalált domborművön találkozunk Ekronnal - az ezen található jelenet az i. e. 712-es ostromot ábrázolja. A következő forrás az i. e. 705-ben trónra került Szin-ahhé-eriba [Szanhérib] felirata, amely a 701-es eseményekről tájékoztat. A felirat szerint az ekroniak fellázadtak a Szanhérib által kinevezett király, Padi ellen; és Padit a júdeai királyhoz, Ezékiáshoz küldték Jeruzsálembe vasra verve. Szanhérib kivonult Ekron ellen, miközben az Ekron-beliek Mustri király támogatását kérték. Az Ekron védelmére vonuló egyiptomi csapatokat Szin-ahhé-eriba Eltekénél legyőzte, majd kegyetlenül leverte a lázadókat, megölette a vezetőket, és híveiket fogságba vitette. Ez a hadjárat vezetett Szanhérib Jeruzsálem elleni rajtaütéséhez, amely során Szanhérib kényszerítette Ezékiást, hogy állíttassa vissza hivatalába Padit, és nevezze ki Ekron királyának. Az asszír felirat szerint 46 júdeai várost foglaltak el és 200,105 embert vittek fogságba. Ashdód és Ekron fennmaradtak és erős városállamokká váltak az asszír fennhatóság alatt az i. e. 7. sz.-ban. Az újbabiloni király, II. Nabú-kudurri-uszur idejében - i.e. 604 és 562 között - feltételezhetően elpusztították a várost, ám az ebből az időből fennmaradt források „Akkaron”-ként említik, csakúgy, mint később a Makkabeusok könyvében (10:89), az i. e. második században.
Az ásatások során több mint száz nagy méretű olívabogyó-prést találtak Ekron területén az i. e. 7. századig visszamenőleg. Ez a legnagyobb olívaolaj-termelőközpont, amely ebből az időből fennmaradt. E felfedezés alapján feltételezhetjük, hogy az olívaolaj-termelés igen fejlett volt az ókori Izraelben, és hogy ez volt az egyik fő olívaolaj-termelőközpontja a térségnek, beleértve Egyiptomot és Mezopotámiát is.

## Régészeti feltárások
A Tel-Mikne/Ekron ásatások jelentős részére 1981 és 1996 között került sor, melyet az Albright Régészeti Kutató Intézet, valamint a Jeruzsálemi Héber Egyetem finanszírozott. Az ásatásokat Trude Dothan és Seymour Gitin vezette. A kutatás középpontjában egy interdiszciplináris vizsgálat állt, mely a filiszteusok, izraeliták, föníciaiak, asszírok, és egyiptomiak kulturális kölcsönhatását vizsgálta a késői második bronzkor, az első, és második vaskor idejében.
Kronológiai fejlődés. A kerámiamaradványok a helyszínen azt bizonyítják, hogy a város már a kora bronzkorban létezett.
Közép bronzkor (i. e. 2000-1600 körül). A várost láthatóan erődítmények alkották, melyek magukba foglalták mind az alsó-, mind a felsővárosi részeket a közép bronzkorban. Monumentális tereket, bástyákat tártak fel, és rengeteg cserépmaradványt találtak ebből a korból.
Késő bronzkor (i. e. 1600-1200 körül). Ebből a korból ciprusi, mükénéi cserepeket, és anatóliai szürke kerámiát találtak, melyek bizonyítékként szolgálnak arra, hogy fejlett nemzetközi tengeri kereskedelem folyt a térségben. Az egyiptomi hatás is egyértelműen felfedezhető.
Vaskor I. Vályogfal vette körül a felsővárost, amelyet Megaron (rendszerint négyszögletű, főhomlokzatán nyitott épület) jellegű épületek alkottak. Találtak még mészkőből készült kádakat, és egy ipari méretű kemencét is ezen a területen.
A város elpusztult az I. vaskor végén, de utána az asszírok újjáépítették a 8-7. században. A kétféle építési stílus közötti különbség már a szelvényfotókon is egyértelműen látszik - a bronzkori település kisebb kövekből rakta a falakat, az újasszír erődítmények pedig hatalmas kőtömbökből épültek. Az újasszír korból rengeteg emlékünk maradt, pl. olajprések, továbbá egész erődítmények, templomok, városkapu, házak, egy sír és kerámiák.

## Fordítás
- Ez a szócikk részben vagy egészben  az   Ekron című angol Wikipédia-szócikk fordításán alapul.  Az eredeti cikk szerkesztőit annak laptörténete sorolja fel. Ez a jelzés csupán a megfogalmazás eredetét és a szerzői jogokat jelzi, nem szolgál a cikkben szereplő információk forrásmegjelöléseként.

## Kapcsolódó linkek
- History of Ekron through archaeology of the Tel Mikne site.
- The Ekron inscription
- Trude Dothan and Seymour Gitin, Ekron of the Philistines BAR 16:01, Jan/Feb 1990
- Tel Miqne-Ekron Excavation and Publication Project